# Puerto de Ciudadela
El puerto de Ciudadela está situado al oeste de la isla de Menorca, en España.
Aproximadamente tiene una longitud de 1.170 metros y una anchura de entre 110 a 15 metros, dependiendo del tramo. En este puerto calan los buques de pasajeros y carga que unen la isla de Menorca con Mallorca y Barcelona mediante líneas regulares de las empresas Iscomar y Balearia. Tiene 174 amarres y dispone de una grúa de 6,5 toneladas. 

## Rissagues
Unos de los problemas que tiene el puerto de Ciudadela son las rissagues, que se propagan por causas meteorológicas como los vientos fuertes en la troposfera (aire cálido en niveles de la atmósfera y débil o moderada en la superficie) subidas y bajadas bruscas del nivel del mar en muy poco tiempo. Cuando ocurre esto, pueden producirse destrozos muy graves como la pérdida de las terrazas de los bares, embarcaciones, etc.

## Dique exterior de Ciudadela (2011)
En 2011 se inauguró el nuevo dique para amarrar barcos de gran eslora a Son Blanc (Ciudadela). Este dique se construyó con la intención de que la zona de Poniente y el puerto de Ciudadela pudieran acoger barcos de gran eslora, aumentando la oferta y asegurando la protección de las embarcaciones frente a malas condiciones meteorológicas.